# Edemissen (Einbeck)
Edemissen ist eine Ortschaft der Stadt Einbeck im südniedersächsischen Landkreis Northeim.

## Geografie
Das Dorf Edemissen befindet sich im südlichen Teil der Stadt Einbeck zwischen Harz und Solling im Leinetal. Im Einbeck-Markoldendorfer Becken liegend und von Mittelgebirgszügen umgeben bettet sich der Ort, der mit rund 500 Einwohnern eine der größeren Ortschaften der Stadt Einbeck bildet, in eine landwirtschaftlich geprägte Region ein.

## Geschichte
Der Ort Edemissen wurde 1135 erstmals in einer Urkunde des Klosters Fredelsloh erwähnt. Erste schriftliche Erwähnung unter dem Namen Emideshus, Emmisdeshus, Heminhus gehen auf die Zeit zwischen 850 und 950 zurück. Wie die Ortsnamen der umliegenden Ortschaften geht der Name auf die Bezeichnung der Hofnamen belehnter Adeliger zurück. Die Quellen für die geschichtlichen Daten stammen zumeist aus dem Kloster Fredelsloh bzw. der Kirchengemeinde Odagsen. Edemissen verfügte zeitweise über eine eigene Kapelle samt Nonnenhaus als Außenstelle des Klosters Fredelsloh. Sie überstand den Dreißigjährigen Krieg, musste aber aufgrund großer Bauschäden 1781 abgerissen werden. Erhalten hat sich eine heute in der Friedhofskapelle hängende Theophilusglocke, die in das 12. Jahrhundert datiert wird. Im Dreißigjährigen Krieg wechselte die Region wiederholt den Besitzer. Den kaiserlichen Truppen folgten die Schweden. Die Pest und ein Stadtbrand 1641 in Einbeck bei der Belagerung verwüsteten die Region. Im Siebenjährigen Krieg (1756–1763) durchzogen Franzosen im Krieg mit Preußen und Kurhannover das Dorf, konnten aber durch die Hannoveraner wieder vertrieben werden.
Das 17. und 18. Jahrhundert war für die größtenteils in der Landwirtschaft tätigen Menschen von Frondiensten und Abgaben an das Amt Rotenkirchen geprägt. Um 1750 führte der Flachs und die neu eingeführte Kartoffel zu einer Verbesserung der wirtschaftlichen Situation der Bauern. Flachs wurde neben dem Getreide zu einem wichtigen Exportartikel im kleinstaatlich strukturierten Deutschland. Edemissen umfasste zu der Zeit etwa 200 Einwohner. Die Einwohnerzahl wurde auf Basis von Feuerstellen berechnet. Jeder Feuerstelle wurden vier bis sechs Personen zugerechnet. Die Zahl der Feuerstellen stieg von 13 nach dem Ende des Dreißigjährigen Krieges 1648 auf um die 35 gegen Ende des 18. Jahrhunderts. Zum Vergleich: 1648 hatten Strodthagen 10, Dörrigsen 8, Buensen 1 Dassensen 19 und Iber 18 Feuerstellen.
Erst in der Zeit der Napoleonischen Kriege Anfang des 19. Jahrhunderts wurden die Bauern stufenweise von den Belastungen, wie der Abgabe des Zehnten oder von Frondiensten, befreit. Im Jahre 1803 wurde das Dorf von den Franzosen besetzt. Mit der Besetzung und der Zugehörigkeit zum Königreich Westphalen folgte auch unter dem in der Französischen Revolution entstandenen Dreiklang Freiheit, Gleichheit, Brüderlichkeit eine Befreiung der Bauern aus der Adelsherrschaft. 1813 endete die französische Besetzung und die Region wurde in das Königreich Hannover eingegliedert. Damit war auch eine Beschneidung der zuvor erlangten Rechte für die Bauern verbunden. Mitte des 19. Jahrhunderts wanderten nicht zuletzt aus diesem Grund viele aus dem Königreich Hannover nach Nordamerika aus. Erst 1866 mit der Niederlage Hannovers gegen Preußen und der Eingliederung als Provinz Preußen führte die Einführung des Preußischen Allgemeinen Landrechts endgültig zur Bauernbefreiung. Die Situation der Landbevölkerung verbesserte sich nach der Gründung des Deutschen Reichs 1871 merklich. Die Industrialisierung erhöhte mit den neu entwickelten Maschinen die Produktivität der Landwirtschaft.
Im Ersten Weltkrieg 1914–1918 starben 18 Soldaten aus dem Dorf. Die Zeit zwischen den Kriegen war geprägt von Arbeitslosigkeit und Inflation. Neben der Landwirtschaft spielten seit Ende des 19. Jahrhunderts entstandene Berufe aus dem Handwerk wie Maurer, Schmied und Waldarbeiter eine große Rolle. 1933 übernahmen die Nationalsozialisten die Macht in Deutschland. Die Gleichschaltung u. a. mit dem Jungvolk, Hitlerjugend, SA, SS, BDM, Frauenschaft, Bauernverband usw. erfasste auch das Dorf. Im Zweiten Weltkrieg wurden Ausgebombte aus umliegenden Großstädten aufgenommen und die Feuerwehr zu Brandeinsätzen in Hannover abkommandiert. Das Dorf wurde am 10. April 1945 von amerikanischen Truppen besetzt, wobei mehrere Gebäude im Verlauf der Kämpfe beschädigt wurden. Im Zweiten Weltkrieg fielen insgesamt 32 Edemisser.
Nach dem Zweiten Weltkrieg stieg die Einwohnerzahl auf über 800 Einwohner. Für die zumeist aus den Ostgebieten Schlesien, Ostpreußen und Pommern stammenden Menschen wurde dringend Wohnraum benötigt. Um den Bedarf zu decken, wurden die Siedlungen Ackerwiese, Hungerkamp und Zum Siek gegründet. Mit der Währungsreform 1948 verbesserte sich auch die wirtschaftliche und soziale Lage der Menschen. Nach wie vor war ein großer Teil der Bevölkerung in der Landwirtschaft beschäftigt. Edemissen verfügte von 1896 bis 1972 über eine eigene Molkerei. Die 1900 gegründete Spar- und Darlehenskasse wie auch die Raiffeisen-Genossenschaft existieren heute noch und haben überörtliche Bedeutung, sie sind Filial der Sparkasse Einbeck bzw. der VR-Bank in Südniedersachsen. Auch eine Wasserleitungs-, Dresch- und Kalthausgenossenschaft dienten dazu, den gemeinschaftlichen Bedarf zu decken. Der 1948 hergerichtete Sportplatz mit dem Anfang des 21. Jahrhunderts modernisierten Vereinsheim, die 1950 errichtete neue Dorfschule sowie die 1994 erstellte Grillhütte tragen ebenfalls dazu bei. Die 1870/71 errichtete alte Schule wurde 1984 abgerissen.

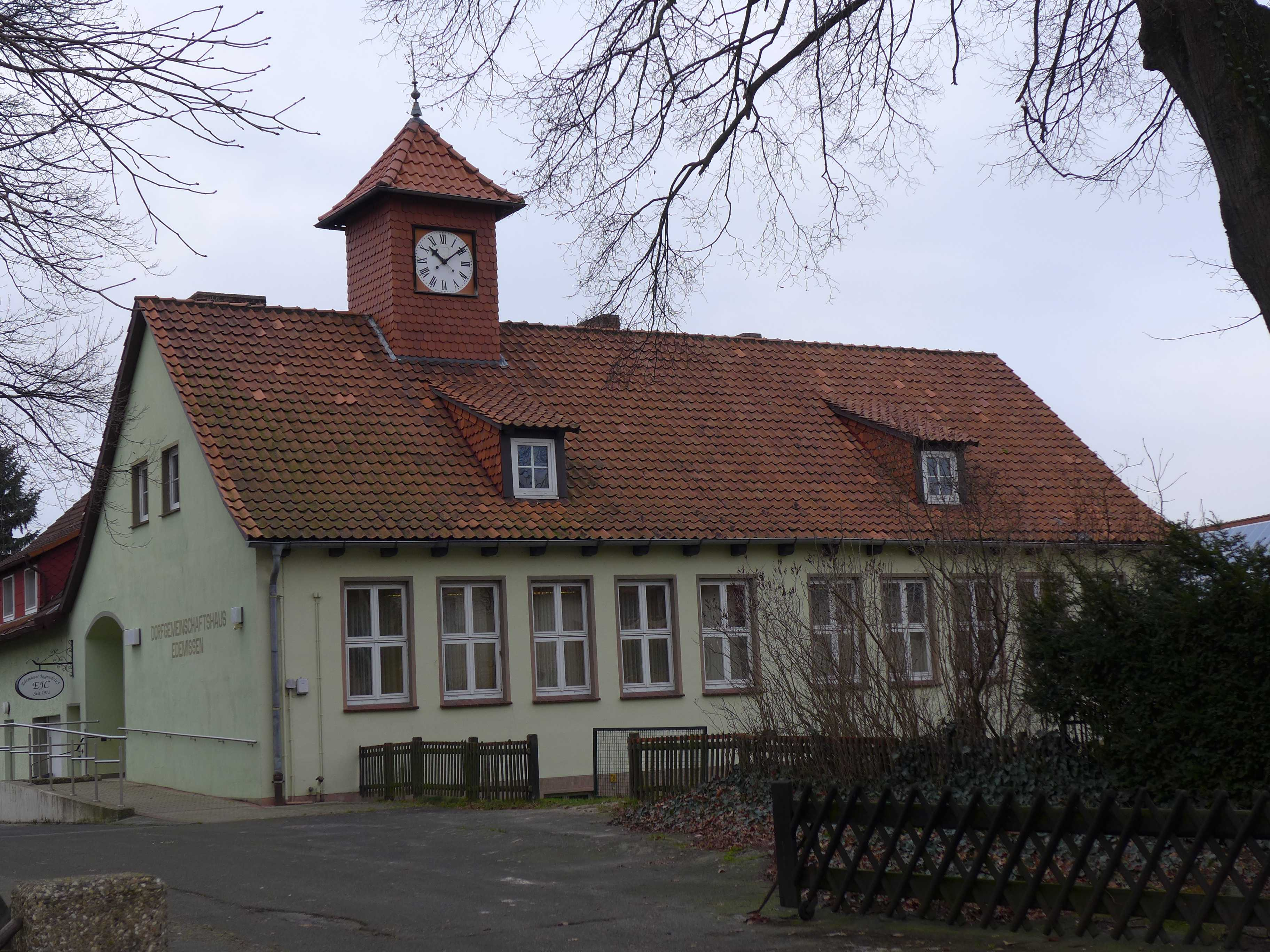
Dorfgemeinschaftshaus

Die Dorfschule wurde aufgrund sinkender Schülerzahlen in den 1970ern geschlossen und das Gebäude in ein Dorfgemeinschaftshaus umfunktioniert. Die Schüler gehen seitdem in die Grundschule in Drüber bzw. nach Einbeck in die weiterführenden Schulen.
Im Zuge des Wirtschaftswunders nahm der Anteil der in Industrie und Handwerk Beschäftigten stetig zu, so dass die Bedeutung der Landwirtschaft im Wirtschaftsleben sank. Im Vergleich zu anderen Orten der Region ist die Anzahl mit z. Z. neun landwirtschaftlichen Betrieben jedoch noch relativ hoch. In jüngster Zeit zeichnet sich ein Trend zu Dienstleistungsberufen ab. Die Bevölkerungszahl nimmt seit den 1950er Jahren ab und liegt seit Anfang des 21. Jahrhunderts wieder unter 500 Einwohnern.
Im Zuge der Gebietsreform in Niedersachsen, die am 1. März 1974 stattfand, wurde die zuvor selbständige Gemeinde Edemissen durch Eingemeindung zur Ortschaft der Stadt Einbeck.

## Religion
Die bis dahin zur Kirchengemeinde Odagsen gehörende Evangelisch-lutherische Kapellengemeinde Edemissen wurde zum 1. Oktober 2011 aufgehoben und der neugegründeten Evangelisch-lutherischen Kirchengemeinde Iber-Odagsen angeschlossen.

## Politik

### Ortsrat
Der Ortsrat Edemissen umfasst sieben Ratsmitglieder.
- Wgem. Edemissen: 7 Sitze

(Stand: Kommunalwahl 2021)

### Ortsbürgermeister
Ortsbürgermeisterin ist Silke Rehkopf.

## Kultur und Sehenswürdigkeiten
Edemissen verfügt über eine Vereinslandschaft, die das kulturelle Leben im Ort prägt. So existieren im Ort eine Freiwillige Feuerwehr (1934), ein Schützenverein (1958), der Sportverein TSV Edemissen (1912), ein Männergesangverein (1889), der Mitternachtsclub, die Schweinekasse, der Edemisser Jugendclub EJC von 1971 und ein Reitverein.